# Balwant Singh
Balwant Singh (Hoshiarpur, India, 15 de diciembre de 1986) es un futbolista de la India que juega en la posición de delantero. Desde el 2023 juega con el Delhi FC de la I-League.

## Carrera

### Club
| Periodo   | Club                     | Apariciones | Goles |
| --------- | ------------------------ | ----------- | ----- |
| 2008–2011 | JCT FC                   | 38          | 7     |
| 2011–2013 | Salgaocar FC             | 3           | 0     |
| 2013–2014 | Churchill Brothers       | 22          | 10    |
| 2014–2017 | Mohun Bagan AC           | 38          | 12    |
| 2014–2015 | → Chennaiyin FC (cedido) | 20          | 1     |
| 2017–2018 | Mumbai City FC           | 16          | 6     |
| 2018–2020 | ATK FC                   | 23          | 2     |
| 2020–2022 | East Bengal              | 8           | 0     |
| 2023–     | Delhi FC                 | 10          | 8     |

### Selección nacional
Jugó para India en 14 ocasiones de 2014 a 2019 y anotó tres goles; ganó la Serie Tres Naciones de 2017 y participó en los Juegos Asiáticos de 2010 y en la Copa Asiática 2019.

## Logros

### Club
- Indian Super League: 2015, 2019/20
- I-League: 2010–11, 2014/15
- Federation Cup: 2011, 2013/14, 2015/16

### Selección nacional
- Tri-Nation Series: 2017
- Intercontinental Cup: 2018
- SAFF Championship: 2009

### Individual
- FPAI Indian Player of the Season: 2013–14[1]